# MCJ
株式会社MCJ（エムシージェイ、英語: MCJ Co., Ltd.）は、日本の持株会社。マウスコンピューターなどパソコン本体および周辺機器を製造販売する企業を傘下とする。JPX日経中小型株指数および東証スタンダード市場TOP20の構成銘柄の一つ。

## 概要
高島屋衣類店3代目の高島勇二が、19歳でDOS/V自作パソコンの製造販売を始め、のちに衣料業を廃業して社名を有限会社タカシマとしてパソコン事業に専念する。1998年にマウスコンピュータージャパンへ社名を変更する。パソコン周辺機器会社の買収を経て持株会社MCJを設立し、一時期MCJがマウスコンピュータージャパンを吸収して実業を兼業したが、2006年に再び傘下事業会社としてマウスコンピューターを設立している。
傘下にディスプレイで一世を風靡したiiyamaなどがある。iiyamaは傘下企業として存続したのちにマウスコンピュータが吸収してブランドとして維持する。

## 沿革
- 1998年8月 - マウスコンピュータージャパン株式会社の製造及び卸部門を分社化し、埼玉県春日部市柏壁東一丁目21番21号に資本金300万円をもって、パソコン等の製造販売を目的として有限会社エムシージェイを設立
- 2000年9月 - 株式会社エムシージェイに組織変更
- 2001年4月 - マウスコンピュータージャパン株式会社を合併比率1：1にて吸収合併
- 2002年9月 - 本社を埼玉県春日部市大字小渕472番地に移転
- 2003年11月 - 株式会社エムシージェイから株式会社MCJに商号変更
- 2004年
  - 6月 - 東京証券取引所マザーズ上場
  - 6月 - 本社を埼玉県北葛飾郡杉戸町杉戸一丁目14番11号に移転
  - 11月 - 東京本社を東京都千代田区神田和泉町1番地1-16に移転
- 2005年
  - 1月 - 株式会社MCJデジタルペリフェラルを設立
  - 4月 - 株式会社シネックス（現・テックウインド株式会社）の株式取得
  - 5月 - 株式会社MCJデジタルペリフェラルを株式会社GTIパートナーズへ商号変更
  - 12月 - 株式会社秀和システムの株式取得
- 2006年
  - 1月 - 株式会社ウェルコム(現  WELLCOM株式会社）の株式取得
  - 1月 - 株式会社イーヤマ販売の株式取得
  - 2月 - 株式会社イーヤマ販売が株式会社イーヤマから営業譲受、iiyama Benelux B.V.の株式取得、株式会社iiyamaへ商号変更
  - 2月 - 株式会社シネックスがフリーク株式会社の株式取得
  - 3月 - 東京本社を東京都千代田区岩本町二丁目12番5号に移転
  - 7月 - アイシーエムカスタマーサービス株式会社の株式取得
  - 8月 - 株式会社GTIパートナーズを、株式会社MCJパートナーズへ商号変更
  - 9月 - 株式会社ユニティの株式取得
  - 10月 - 会社分割による純粋持株会社へ移行し、株式会社マウスコンピューターを設立
  - 10月 - 株式会社iriver japanを設立
- 2007年
  - 3月 - 株式会社ウェルコム(現  WELLCOM株式会社）の株式売却により、同社及び同社の子会社を連結対象より除外
  - 5月 - アロシステム株式会社の株式取得
  - 10月 - 株式会社MCJパートナーズが朝日ユニバーサルFX株式会社の株式取得
  - 12月 - 朝日ユニバーサルFX株式会社を、FXトレード株式会社へ商号変更
- 2008年
  - 3月 - 株式会社MCJパートナーズから株式会社A&Tの株式取得
  - 4月 - 株式会社A&Tを、カフェスタ株式会社へ商号変更[4]
  - 5月 - 株式会社シネックスがフリーク株式会社と合併
  - 5月 - 株式会社iiyamaの子会社株式（iiyama Benelux B.V. ）を、吸収分割により承継
  - 10月 - 株式会社マウスコンピューターが株式会社iiyamaと合併
- 2009年
  - 3月 - 株式会社MCJパートナーズと合併
  - 3月 - 東京本社を東京都台東区浅草橋五丁目20番8号に移転
  - 6月 - FXトレード株式会社の株式売却により、同社を連結対象より除外
  - 7月 - 株式会社マウスコンピューターが株式会社iriver japanと合併
- 2010年3月 - カフェスタ株式会社の清算結了[5]
- 2011年7月 - 本社を埼玉県春日部市緑町六丁目9番21号に移転
- 2012年
  - 1月 - 株式会社シネックスを、テックウインド株式会社へ商号変更
  - 3月 - ソルナック株式会社の株式取得[6]
  - 6月 - 株式会社ユニットコムが株式会社グッドウィルの株式を取得[7]
  - 6月 - 株式会社ユニットコムがアイシーエムカスタマーサービス株式会社と合併
  - 10月 - 株式会社ユニットコムが株式会社グッドウィルを合併する。
- 2013年
  - 4月 - 株式会社エムヴィケーと株式会社ユニティが合併し、株式会社アユートに商号変更
  - 7月 - 本社を埼玉県春日部市緑町六丁目14番53号に移転
  - 8月 - 株式会社アイエスコーポレーションの株式を取得[8]。
- 2014年
  - 1月 - 株式会社アイエスコーポレーションを株式会社aprecioに商号変更
  - 1月 - 東京本社を東京都千代田区神田紺屋町15番地に移転
  - 2月 - 株式会社ユニットコムがティアクラッセ株式会社の株式を取得
  - 5月 - 株式会社ワールド情報システムの株式取得[9]
- 2015年
  - 1月 - 株式会社ユニットコムが株式会社コムコーポレーションの株式を取得
  - 2月 - 株式会社ユニットコムがティアクラッセ株式会社の株式を取得
  - 4月 - 株式会社ワールド情報システムの株式売却により、同社を連結対象より除外
  - 8月 - 市場選択制度により東京証券取引所2部へ上場市場を変更する。
  - 12月22日 - 株式会社秀和システムの全株式を株式会社ウエノグループへ売却し、同社を連結対象より除外[10]。
- 2016年4月 - ティアクラッセ株式会社の全株式を株式会社オンワードホールディングスへ売却し、同社を連結対象より除外[11]
- 2017年3月 - 東京本社を東京都中央区日本橋二丁目7番1号に移転
- 2018年
  - 1月17日 - R-Logic International Pte Ltdの株式取得[12]。
  - 6月 - 株式会社MIDを設立
  - 7月 - 株式会社ユニットコムがタワーヒル株式会社（現・株式会社アーク）の株式を取得
  - 11月 - 株式会社コムコーポレーションの全株式を株式会社らしんばんへ売却し、同社を連結対象より除外
- 2021年3月 - 東京本社を東京都千代田区大手町二丁目3番2号に移転
- 2022年4月 - 東京証券取引所の市場区分の見直しにより市場第二部からスタンダード市場へ移行

## 主な子会社
- 株式会社マウスコンピューター - PCおよび周辺機器の国内開発・製造・販売
- 株式会社ユニットコム - PC、PCパーツ、周辺機器等の国内販売
  - 株式会社アーク
- テックウインド株式会社 - PC、PCパーツ、周辺機器等の国内卸売・販売
  - ソルナック株式会社
  - 株式会社アユート
- iiyama Benelux B.V.（オランダ） - モニタの開発・欧州における販売
  - iiyama Deutschland GmbH（ドイツ）
  - iiyama France SARL（フランス）
  - iiyama(UK) Ltd.（イギリス）
  - iiyama Polska Sp.zo.o（ポーランド）
- R-Logic International Pte Ltd（シンガポール） - アジア地域におけるPC及びIT機器の修理・サポート
  - 宏瑞電子科技（上海）有限公司（中国）
  - PT RLogic Technology Indonesia（インドネシア）
  - R-Logic Technology Services India Private Limited（インド）
  - Disc Technology Services Private Limited（インド）
  - R Logic Customer Care Services Sdn. Bhd.（マレーシア）
  - R-Logic Sdn. Bhd.（マレーシア）
- 株式会社aprecio - 複合カフェ「aprecio」・フィットネスジム「MIRA fitness」・接骨院「Mente」等の店舗運営
- 株式会社MID - ホテル運営事業